# Microprotus lobispinatus
Microprotus lobispinatus là một loài chân đều trong họ Munnopsidae. Loài này được Wilson, Kussakin & Vasina miêu tả khoa học năm 1989.